# Лавара
Ла́вара (греч. Λάβαρα) — село в Греции, на правом (западном) берегу реки Эврос (Марица), по которой проходит греко-турецкая граница, к северо-востоку от Суфлиона. Административно относится к общине Суфлион в периферийной единице Эврос в периферии Восточная Македония и Фракия.

## Этимология
В османский период село называлось Салтыкёй (тур. Saltıköy, греч. Σαλτίκιοϊ), что означало деревню, где изготавливают греч. σάλια — широкие лодки с плоским дном, на которых продукты перевозили по реке Эвроc.
Современное название происходит от греч. λάβαρο — «стяг».

## История
В XVII веке жители Лавары, которая то время он называлась Салтыкёй, были освобождены от налогов. В апреле-мае 1821 года жители села во время войны за независимость смогли нейтрализовать турецкий военный отряд. Письменных источников об этом событии не сохранилось. Предание гласит, что во время двухдневного боя женщины Лавары снабжали продовольствием и боеприпасами более чем 300 вооружённых соотечественников, преодолевая для этого 10 км лесистой местности. Ещё несколько лет назад на месте сражения находили скелеты и остатки сломанного оружия того времени. Восставшие жители села подняли синий флаг с чёрным крестом, по этой причине в 1920 году селу дали название «Лавара».
В начале XX века в селе действовали греческая начальная школа со 100 учениками и женская школа, которую посещали 35 девочек.
По договору в Нёйи-сюр-Сен 1919 года Лавара передана Греции.
Лавара была административным центром общины Орфеас (Δήμος Ορφέα) нома Эврос, созданной в 1997 году (ΦΕΚ 244Α). В 2010 году (ΦΕΚ 87Α) по программе «Калликратис» община Орфеас упразднёна и теперь образует одноимённую муниципальную единицу общины Суфлион.

## Транспорт
В селе находится железнодорожная станция линии Александруполис — Свиленград.

## Население
| Год  | Население, человек |
| ---- | ------------------ |
| 1991 | 2118               |
| 2001 | 1537               |
| 2011 | ↘ 1093             |